# Radnice v Polici nad Metují
Radnice v Polici nad Metují na Masarykově náměstí byla postavena v 18. století podle projektu Kiliána Ignáce Dientzenhofera jako soukromý dům a od roku 1740 je sídlem městské správy. Od roku 1958 je chráněna jako kulturní památka.

## Historie
Polická radnice (č.p. 98) je situována na severovýchodním nároží Masarykova náměstí. Na jejím místě původně stávala dřevěná chalupa, jejíž majitele jsou známí od 16. století (Jan Roučka, Bartoloměj Sýkora, Matěj Ťopka). Odkazem Jiřího Křesta přešla chalupa v polovině 17. století do majetku broumovského kláštera. V roce 1662 koupil dům i s příslušnými pozemky Václav Bittner, pozdější polický purkmistr. Od jeho potomků získal nemovitost v roce 1717 výměnným obchodem František Antonín Hradecký, inspektor statků broumovského kláštera. Ten nechal původní chalupu zbořit a na jejím místě vystavěl honosné soukromé sídlo (1718), autorem projektu byl pravděpodobně Kilián Ignác Dientzenhofer, který tehdy pracoval pro broumovský klášter. František Antonín Hradecký později ve službách benediktinů přešel do Prahy a stal se správcem statků břevnovského kláštera. Dům na náměstí od něj v roce 1728 koupil broumovský opat Otmar Daniel Zinke. 
Na jaře 1740 koupila dům č.p. 98  od broumovského kláštera polická obec za 4 500 zlatých se záměrem zřídit zde sídlo městské správy. Následovaly nutné adaptace interiérů a 25. října 1740 se dům slavnostně stal sídlem radnice. Na přelomu 18. a 19. století byl v přízemí radnice hostinec, později v provizorních podmínkách zde působil i okresní soud. V roce 1842 postihl Polici požár, který zničil přes třicet domů v centru města včetně radnice. Většina vyhořelých domů byla do zimy 1842 opravena, radnice však byla po několik desetiletí jen provizorně zastřešena. K nové přestavbě došlo až v roce 1876, kdy byla budova radnice obohacena o novogotickou věž (projekt místního stavitele Viléma Pohla). V prostorách radnice pak krátkodobě našly útočiště i další instituce, například Městská spořitelna nebo knihovna. V roce 1925 byly v podloubí umístěny pamětní desky se jmény padlých za první světové války, od roku 1951 je zde také obřadní síň. Ve druhé polovině 20. století začaly průběžné opravy, v roce 1992 dostala radnice novou střechu a zeleno-bílou fasádu. Po roce 2004 probíhaly rekonstrukce interiérů a od roku 2012 má radnice novou červenou fasádu. 
Dům č.p. 98 je sídlem Městského úřadu Police nad Metují a Městské policie.

## Popis
Polická radnice je dvoupatrová nárožní budova v severní části Masarykova náměstí. Do prostoru náměstí směřuje průčelí s podloubím a šesti okenními osami, dominujícím prvkem je novogotická věž přistavěná v roce 1876. Dobu přestavby připomíná letopočet umístěný ve střední části štítu, po jeho stranách je polický městský znak a český zemský znak. Delší fronta budovy směřuje do Kostelní ulice, odkud je také vjezd do dvora. Poslední rekonstrukcí prošla radnice v letech 2011-2012, z této doby pochází červená fasáda. 